# Chopin-Flughafen Warschau

i7
i11
i13
Der Chopin-Flughafen Warschau (polnisch Lotnisko Chopina w Warszawie, IATA-Code: WAW, ICAO-Code: EPWA) ist der internationale Flughafen der polnischen Hauptstadt Warschau. Der von der Polish Airports State Enterprise betriebene Flughafen ist der größte und wichtigste des Landes und dient der nationalen Fluggesellschaft LOT zugleich als Drehkreuz und Heimatbasis. Der Flughafen wurde 2001 nach dem polnischen Komponisten Frédéric Chopin benannt. Vorher, seit seiner Eröffnung 1934, hieß er Flughafen Warschau-Okęcie.
Ein Bereich wird von den Luftstreitkräften der Republik Polen genutzt.

## Lage und Verkehrsanbindung
Der Flughafen liegt etwa 7 km südwestlich von Warschaus Innenstadt in der Siedlung Okęcie.
Vom Flughafen verkehren verschiedene öffentliche Buslinien. Außerdem verkehren Schnellbusse zu über 30 polnischen Städten.
Eine kurze Zweigstrecke der Bahnstrecke Warszawa–Kraków, die den Flughafen direkt mit dem Stadtzentrum Warschaus verbindet, wurde zum 1. Juni 2012 eröffnet. Die Fahrt vom Flughafen in die Innenstadt dauert 25 Minuten.

## Geschichte

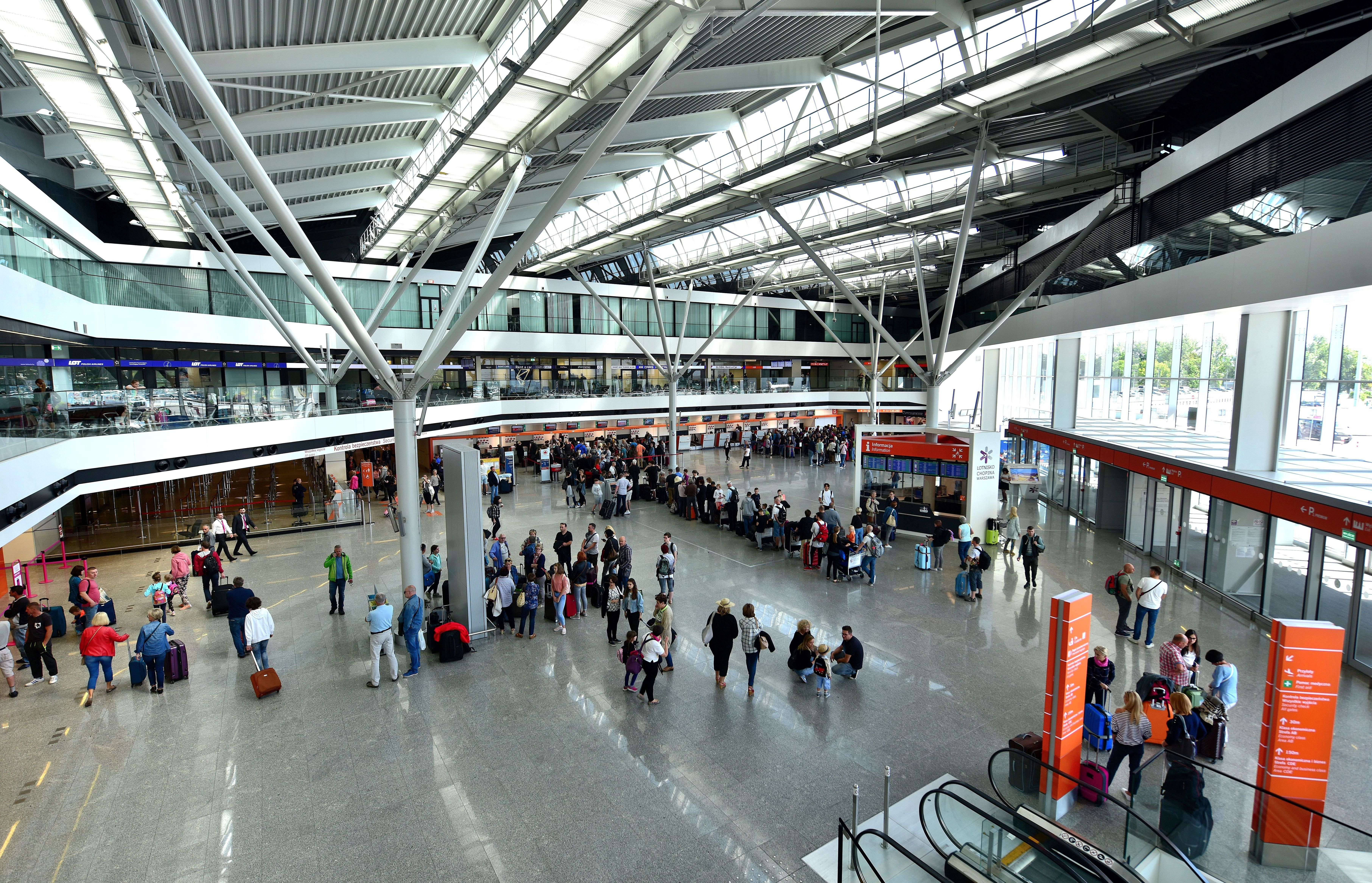
Innenansicht des Terminals A

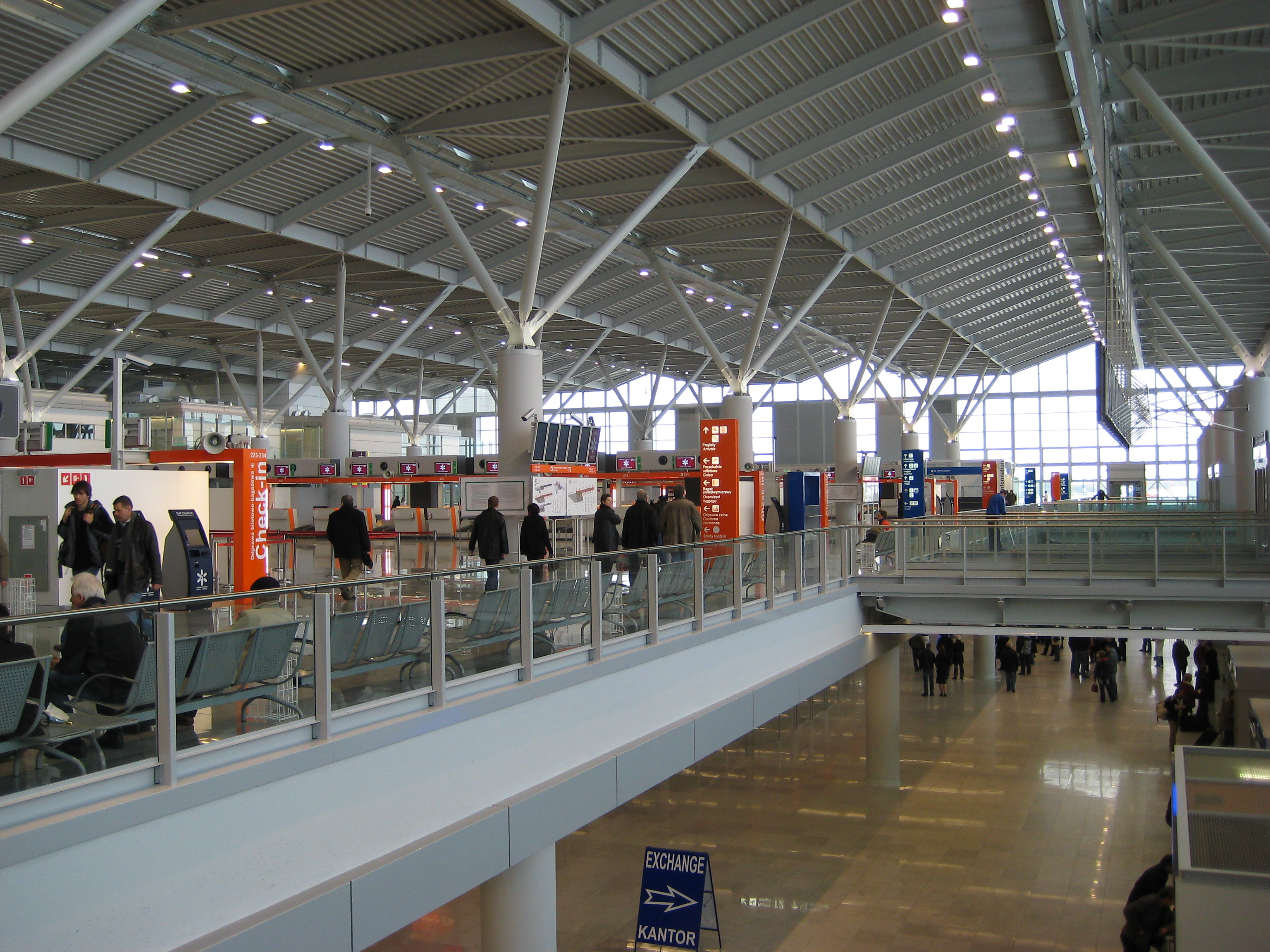
Innenansicht des Terminals A

Der erste Flugplatz Warschaus war der im Vorort Mokotów gelegene Flughafen Mokotów. Aufgrund der dort fehlenden Erweiterungsmöglichkeiten entschied man sich für die Verlegung an den heutigen Standort. Die neue Anlage wurde im Jahr 1933 eröffnet und diente bis zum Zweiten Weltkrieg zusätzlich als Militärflugplatz der Polnischen Luftstreitkräfte. In unmittelbarer Nachbarschaft befanden sich die Fabrikanlagen des Flugzeugherstellers Doświadczalne Zakłady Lotnicze.
Während der deutschen Besatzungszeit im Zweiten Weltkrieg diente er der Luftwaffe insbesondere ab 1941 nach dem Überfall Nazi-Deutschlands auf die Sowjetunion als Luftdrehkreuz zwischen dem Reichsgebiet und der Ostfront. In der Schlussphase der deutschen Besetzung lagen hier im Juli und August 1944 auch Kampfverbände. Hierzu gehörten die 1. Staffel des Nachtjagdgeschwaders 100, Stab und I. Gruppe des Jagdgeschwaders 51, die III. Gruppe des Schlachtgeschwaders 1 und die II. Gruppe des Schlachtgeschwaders 2.
Der Flughafen wurde im Zweiten Weltkrieg fast vollständig zerstört. Nach Kriegsende erfolgte der Wiederaufbau.
Im Jahr 1969 wurde ein internationales Terminal angebaut und der Flughafen am 27. April des Jahres für den internationalen Luftverkehr eröffnet. Das zweistöckige Terminal 1 des Flughafens entstand 1992; das Terminal 2 wurde am 18. März 2008 in Betrieb genommen. Zwischen 2003 und März 2009 diente das sogenannte Etiuda Terminal als Abfertigungsgebäude für Billigfluggesellschaften. Darüber hinaus verfügt der Frédéric-Chopin-Flughafen über ein Frachtterminal.
2010 wurden hier etwa 8,6 Millionen Passagiere abgefertigt, die Passagierzahlen stiegen dabei von 2003 (5,1 Millionen) bis 2007 sehr konstant um jährlich rund 1 Million an. Pro Stunde können 34 Flugbewegungen abgewickelt werden.
Da der Flughafen seine Kapazitätsgrenze längst überschritten hatte, wurde für Billigfluggesellschaften der bisher militärisch genutzte Flughafen Warschau-Modlin ausgebaut und am 17. Juli 2012 eröffnet, woraufhin Wizz Air ihre Basis dorthin verlegte, Ryanair folgte.
Im Jahr 2023 wurde ein neuer Flughafen für Warschau eröffnet – der Flughafen Warschau-Radom, der über das modernste Passagierterminal in Polen verfügt.
Auf Grund von Schäden an der Landebahn des Flughafens Warschau-Modlin operierten Wizz Air und Ryanair ab dem 22. Dezember 2012 vorübergehend wieder ab dem Frédéric-Chopin-Flughafen.
Ryanair kehrte per 30. September 2013 nach Warschau-Modlin zurück, während Wizz Air am Frédéric-Chopin-Flughafen verblieb. Im Juni 2018 wurde bekannt, dass die Regierung einen Großflughafen plant, um den Chopin-Flughafen zu ersetzen oder zu entlasten, den Zentralflughafen Warschau.

## Abfertigungsgebäude
Der Flughafen verfügte bis 2010 formal über die beiden Terminals 1 und 2, die 1992 beziehungsweise 2008 eröffnet wurden. Seither wird der Gesamtkomplex jedoch als Terminal A bezeichnet und in die Bereiche A-B (zuvor Terminal 1) sowie C-E (zuvor Terminal 2) unterteilt. Der größere Bereich C-E wird derzeit von LOT und den Star-Alliance-Partnern genutzt. Hier werden auch alle Flüge nach Israel abgefertigt. Alle übrigen Fluggesellschaften sind in den 2015 renovierten Bereich A-B umgezogen.

## Fluggastaufkommen
| Jahr | Fluggäste       |
| ---- | --------------- |
| 1934 | 0,011 Millionen |
| 1935 | 0,014 Millionen |
| 1936 | 0,022 Millionen |
| 1937 | 0,019 Millionen |
| 1938 | 0,015 Millionen |

| Jahr | Fluggäste       |
| ---- | --------------- |
| 1946 | 0,056 Millionen |
| 1947 | 0,049 Millionen |
| 1948 | 0,044 Millionen |
| …    | …               |
| 1954 | 0,107 Millionen |
| 1955 | 0,133 Millionen |
| 1956 | 0,171 Millionen |
| 1957 | 0,225 Millionen |
| 1958 | 0,144 Millionen |
| 1959 | 0,184 Millionen |
| 1960 | 0,213 Millionen |

| Jahr | Fluggäste       |
| ---- | --------------- |
| 1961 | 0,238 Millionen |
| 1962 | 0,282 Millionen |
| 1963 | 0,283 Millionen |
| 1964 | 0,343 Millionen |
| 1965 | 0,434 Millionen |
| 1966 | 0,562 Millionen |
| 1967 | 0,728 Millionen |
| 1968 | 0,788 Millionen |
| 1969 | 0,852 Millionen |
| 1970 | 0,981 Millionen |
| 1971 | 1,125 Millionen |
| 1972 | 1,371 Millionen |
| 1973 | 1,655 Millionen |
| 1974 | 1,435 Millionen |
| 1975 | 1,756 Millionen |
| 1976 | 1,896 Millionen |
| 1977 | 2,092 Millionen |
| 1978 | 2,144 Millionen |

| Jahr | Fluggäste      |
| ---- | -------------- |
| 1995 | 2,7 Millionen  |
| 1996 | 3,1 Millionen  |
| 1997 | 3,5 Millionen  |
| 1998 | 3,8 Millionen  |
| 1999 | 4,0 Millionen  |
| 2000 | 4,3 Millionen  |
| 2001 | 4,7 Millionen  |
| 2002 | 4,9 Millionen  |
| 2003 | 5,2 Millionen  |
| 2004 | 6,1 Millionen  |
| 2005 | 7,1 Millionen  |
| 2006 | 8,4 Millionen  |
| 2007 | 9,3 Millionen  |
| 2008 | 9,4 Millionen  |
| 2009 | 8,3 Millionen  |
| 2010 | 8,7 Millionen  |
| 2011 | 9,32 Millionen |
| 2012 | 9,57 Millionen |

| Jahr | Fluggäste       |
| ---- | --------------- |
| 2013 | 10,67 Millionen |
| 2014 | 10,57 Millionen |
| 2015 | 11,19 Millionen |
| 2016 | 12,80 Millionen |
| 2017 | 15,73 Millionen |
| 2018 | 17,74 Millionen |
| 2019 | 18,84 Millionen |
| 2020 | 5,47 Millionen  |
| 2021 | 7,45 Millionen  |
| 2022 | 14,39 Millionen |
| 2023 | 18,47 Millionen |

## Militärische Nutzung
Der Flughafen dient auch als „Regierungsflughafen“. Die Luftstreitkräfte bezeichnen den militärischen Teil als 1. Baza Lotnictwa Transportowego (1. BLTr., 1. Transportfliegerbasis). Hier sind neben den VIP-Fliegern auch einige Hubschrauber stationiert.

## Zwischenfälle
- Am 11. November 1937 stürzte während des Anflugs auf den Flughafen Warschau ohne Erdsicht nach dem ZZ-Verfahren eine Lockheed L-10A der LOT (SP-AYD) in Myszadło bei Piaseczno ab. Ursächlich war ein Kommunikationsfehler mit versehentlicher Durchgabe des Landebefehls, der ein anderes im Landeanflug befindliches Flugzeug betraf. Vier Fluggäste starben, die zweiköpfige Besatzung und sechs weitere Fluggäste überlebten.[15]
- Am 18. Juli 1952 wurde eine Iljuschin Il-12B der LOT (SP-LHC) bei der Landung irreparabel beschädigt. Von den Insassen kam niemand zu Schaden.
- Am 12. April 1958 verlor eine Convair CV-240 der polnischen Polskie Linie Lotnicze LOT (SP-LPB) während eines Übungsfluges im Flug einen Propeller. Daraufhin kam es auf dem Flughafen Warschau-Okęcie zur Bruchlandung. Von der vierköpfigen Besatzung kam niemand zu Schaden, die Maschine war jedoch nicht mehr reparabel.[16]
- Am 19. Dezember 1962 stürzte eine Vickers Viscount der LOT auf einem Verkehrsflug aus Brüssel via Berlin beim missglückten Durchstarten knapp 1,5 km vor der Landebahnschwelle ab. Alle 33 Insassen kamen dabei ums Leben (siehe auch LOT-Flug 248).[17]
- Am 23. Januar 1980 verunglückte auf dem Flughafen von Warschau eine Tupolew Tu-134 (SP-LGB, Eigenname Władysław Reymont) aus Brüssel via Berlin-Schönefeld kommend, indem sie bei schlechtem Wetter und nach versäumtem Auswerfen des Bremsschirms beim Ausrollen nicht rechtzeitig zum Stehen kam und gegen den Lärmschutzwall aufprallte; alle Insassen konnten die Maschine unverletzt verlassen, bevor sie ausbrannte.[18][19]

- Am 14. März 1980 verunglückte eine Iljuschin Il-62 der LOT (SP-LAA) beim Landeanflug auf den Flughafen. Bei dem Unglück kamen alle 87 Menschen an Bord ums Leben (siehe auch LOT-Flug 007).

- Am 9. Mai 1987 fielen auf einem Flug einer Iljuschin Il-62M der Polskie Linie Lotnicze LOT (SP-LBG) von Warschau nach New York zwei Triebwerke aus. Dabei brach im Heck der Maschine ein Feuer aus, das von der Besatzung jedoch zunächst nicht erkannt wurde. Daraufhin beschlossen die Piloten, auf den Flughafen Warschau zurückzukehren. Die Maschine stürzte jedoch kurz vor der Landebahn ab. Bei dem bislang schwersten Unfall der LOT und der IL-62 kamen alle 183 Passagiere und die Besatzung ums Leben (siehe auch LOT-Flug 5055).[20]

- Am 14. September 1993 verunglückte ein A320-200 der Lufthansa bei der Landung. Das Unglück forderte zwei Tote und 54 Verletzte (siehe auch Lufthansa-Flug 2904).
- Am 1. November 2011 gelang die Notlandung einer am Flughafen Newark gestarteten Boeing 767 der polnischen Fluggesellschaft LOT, nachdem das Fahrwerk nicht ausgefahren werden konnte. Bei dem Zwischenfall kamen keine Personen zu Schaden.[21]